# استان تیمیمون
استان تیمیمون (به عربی: ولایة تیمیمون) یک استان در الجزایر است که در الجزایر واقع شده‌است. استان تیمیمون ۶۵٬۲۰۳ کیلومتر مربع مساحت و ۱۲۲٬۰۱۹ نفر جمعیت دارد و ۲۷۶ متر بالاتر از سطح دریا واقع شده‌است.